# Herman Cain
Herman Cain (Memphis, 13 dicembre 1945 – Atlanta, 30 luglio 2020) è stato un politico, imprenditore e conduttore radiofonico statunitense.
Herman Cain è stato amministratore delegato della linea di ristoranti Godfather's Pizza dal 1986 al 1996 e ha ricoperto la carica di vicepresidente e successivamente presidente della Federal Reserve Bank del Kansas dal 1992 al 1996. Prima di intraprendere la carriera imprenditoriale ha prestato servizio nella marina statunitense come esperto di balistica. Nel maggio del 2010 Cain ha ufficialmente annunciato la sua candidatura alle primarie del Partito Repubblicano per le elezioni presidenziali statunitensi del 2012.
Il 4 dicembre 2011 Cain ha annunciato il proprio ritiro dalla corsa per le primarie e ha giustificato la sua decisione con le ferite inferte "alla sua famiglia da false e non dimostrate accuse di molestie, infedeltà"; il riferimento è alle accuse di molestie sessuali che si sarebbero svolte durante la sua presidenza dell'associazione nazionale dei ristoratori.

## Biografia e famiglia
Herman Cain è nato a Memphis, nel Tennessee, da una famiglia molto povera composta dal padre afroamericano Luther Cain Jr. di professione maggiordomo e dalla madre Leonora Davis, che lavorava come donna delle pulizie. È cresciuto nella città di Atlanta nello Stato della Georgia, dove ha frequentato l'università per afro-americani Morehouse College, dalla quale ottenne nel 1963 il diploma in matematica. Nel 1968 si è sposato con Gloria Etchinson, un'insegnante, bibliotecaria e successivamente casalinga, con la quale ha avuto due figli e tre nipoti. Nel marzo del 2006 gli è stato diagnosticato un cancro di stadio IV al colon con metastasi estesa fino al fegato con una possibilità di sopravvivenza stimata al 30%. Dopo la diagnosi, Cain si è sottoposto a due sessioni di chemioterapia e a un intervento chirurgico di 6 ore e mezza che ha portato alla rimozione del 30% del suo colon e del 70% del suo fegato. Nell'ottobre dello stesso anno Cain ha affermato che il tumore è in stato di remissione e di godere di ottima salute. Nel novembre del 2011 è al centro di uno scandalo per delle presunte molestie sessuali commesse negli anni novanta a danno di due sue ex dipendenti della National Restaurant Association.
Il 1º luglio 2020 venne trasportato all'ospedale di Atlanta dopo essere risultato positivo alla COVID-19  e morì il successivo 30 luglio in seguito alle complicazioni occorse dal virus.

## Carriera imprenditoriale
Durante gli studi ha lavorato come impiegato presso la marina militare, per poi lavorare per la multinazionale Coca Cola come analista informatico. Nel 1977 lasciò Atlanta per Minneapolis a seguito di una proposta di lavoro come direttore delle strategie di mercato della Pillsbury Company, catena di prodotti alimentari. Successivamente divenne dirigente a livello regionale della Burger King, ai tempi consociata della Pillsbury. Grazie agli ottimi risultati prodotti dalla sua gestione, Cain ottenne, nell'aprile del 1986, l'incarico di amministratore delegato della Godfather's Pizza dove chiudendo oltre 200 ristoranti e tagliando migliaia di posti lavoro, riuscì a risolvere i gravi problemi finanziari della compagnia e a reintrodurla nel mercato. Nel 1996 lasciò l'amministrazione della Godfather's Pizza per gestire come amministrare delegato la National Restaurant Association, una compagnia comprendente oltre 380.000 ristoranti. La sua presenza in questa compagnia gli permetterà di fare la conoscenza di numerosi politici esponenti del Partito Repubblicano.

## Politica
Il battesimo in politica per Herman Cain arrivò nel 1993 quando, durante un dibattito televisivo, attaccò in studio l'allora presidente Bill Clinton per la sua proposta di riforma sanitaria. Il politico conservatore Jack Kemp fu così impressionato dall'intervento di Cain, che prenotò un volo per il Nebraska per incontrarlo e introdurlo nel mondo della politica. Ha così preso parte alla campagna elettorale di Bob Dole come consigliere economico per le elezioni presidenziali del 1996. Nel 2000 si candidò alle primarie del Partito Repubblicano, venendo però sconfitto dal futuro presidente George W. Bush. Nel 2004 si candidò come senatore del Congresso Federale correndo per il seggio in Georgia, proponendo nel suo programma politico leggi contro l'aborto e promuovendo programmi di equità etnica, ma venne battuto dal rivale democratico Johnny Isakson. Nel 2006 come autore e conduttore di un programma radiofonico sostenne il Partito Repubblicano alle elezioni presidenziali, opponendosi al ritiro delle truppe dall'Iraq e accusando i Democratici di ignorare le minoranze etniche del paese. Nel maggio del 2010 annunciò la sua candidatura alle primarie del partito repubblicano per le elezioni presidenziali, presentando un piano per il rilancio dell'economia statunitense, sintetizzato nello slogan "9-9-9" che corrisponde all'applicazione di una sola aliquota fiscale del 9% per ogni contribuente, per ogni corporation e per ogni bene di consumo.